# Torneo Apertura 2013 (Honduras)
[actualizar]
El Torneo de Apertura 2013 de Honduras fue el campeonato de la Liga Nacional de Fútbol de Honduras que definió al campeón del Torneo Apertura 2013-14, equipo que obtuvo un cupo para la Concacaf Liga Campeones 2014-15.
El campeonato se jugó mediante el sistema todos contra todos, los primeros seis equipos en la tabla clasificaron a la liguilla. En este torneo no hubo descensos, en el que se sumarán los puntajes de los dos torneos ligeros, y el equipo que menos puntos obtenga, descenderá en el próximo torneo.

## Información de los equipos
En el torneo participaron 10 equipos, Atlético Choloma descendió tras terminar en el último puesto en la tabla acumulada, su substituto será el Club Deportivo Parrillas One, que ascendió de la segunda división. 

### Ascensos y descensos
| Pos. | Descendidos de Liga Nacional de Honduras |
| ---- | ---------------------------------------- |
| 10.º | Atlético Choloma                         |

| Pos.    | Ascendidos de Liga de Ascenso de Honduras |
| ------- | ----------------------------------------- |
| Campeón | Parrillas One                             |

### Información
| Equipos Participantes |                     |                      |                     |                                  |        |         |
| Equipo                | Ciudad              | Entrenador           | Capitán             | Estadio                          | Aforo  | Marca   |
| Deportes Savio        | Santa Rosa de Copán | Mauro Reyes          | Jorge Lozano        | Sergio Reyes                     | 5,000  | Milan   |
| Marathón              | San Pedro Sula      | Carlos Martínez      | Mario Berríos       | Yankel Rosenthal                 | 15,000 | Joma    |
| Motagua               | Tegucigalpa         | Hristo Vidaković     | Júnior Izaguirre    | Nacional                         | 35,040 | Joma    |
| Olimpia               | Tegucigalpa         | Juan Carlos Espinoza | Fabio de Souza      | Nacional                         | 35,040 | Puma    |
| Parrillas One         | Tela                | Luis Calix           | Bandera de ?        | Estadio León Gómez               | 5,000  | TYC     |
| Platense              | Puerto Cortés       | Hernan García        | Julio Cesar de León | Excelsior                        | 12,000 | Kaiser  |
| Real España           | San Pedro Sula      | Hernan Medford       | Julio Rodríguez     | Francisco Morazán                | 20,000 | Lotto   |
| Real Sociedad         | Tocoa               | Héctor Castellón     | Bandera de ?        | Estadio Francisco Martínez Durón | 10,000 | Milan   |
| Victoria              | La Ceiba            | Héctor Vargas        | Eder Arias          | Ceibeño                          | 25,055 | Patrick |
| Vida                  | La Ceiba            | Jorge Ernesto Pineda | Romell Quioto       | Ceibeño                          | 25,055 | Puma    |

### Equipos por región
| Departamento      | N.º | Equipos                             |
| ----------------- | --- | ----------------------------------- |
| Cortés            | 3   | Marathon, Platense FC y Real España |
| Atlántida         | 3   | Parrillas One, Victoria y Vida      |
| Francisco Morazán | 2   | Motagua y Olimpia                   |
| Copán             | 1   | Deportes Savio                      |
| Colón             | 1   | Real Sociedad                       |

## Clasificación de equipos
|  |     | Equipos de fútbol | PJ | G | E | P | GF | GC | Pts |    |
|  | --- | ----------------- | -- | - | - | - | -- | -- | --- | -- |
|  | 1.  | Real Sociedad     | 18 | 8 | 6 | 4 | 29 | 21 | 30  |    |
|  | 2.  | Real España       | 18 | 8 | 5 | 5 | 33 | 26 | +7  | 29 |
|  | 3.  | Olimpia           | 18 | 8 | 4 | 6 | 31 | 24 | +7  | 28 |
|  | 4.  | Deportes Savio    | 18 | 6 | 7 | 5 | 25 | 30 | -5  | 25 |
|  | 5.  | Platense          | 18 | 6 | 6 | 6 | 24 | 23 | +1  | 24 |
|  | 6.  | Parrillas One     | 18 | 7 | 3 | 8 | 26 | 27 | -1  | 24 |
|  | 7.  | Victoria          | 18 | 7 | 3 | 8 | 25 | 26 | -1  | 24 |
|  | 8.  | Vida              | 18 | 6 | 5 | 7 | 28 | 32 | -4  | 23 |
|  | 9.  | Motagua           | 18 | 5 | 6 | 7 | 25 | 27 | -2  | 21 |
|  | 10. | Marathón          | 18 | 4 | 5 | 9 | 20 | 30 | -10 | 17 |

Pts = Puntos; PJ = Partidos jugados; G = Partidos ganados; E = Partidos empatados; P = Partidos perdidos; GF = Goles anotados; GC = Goles recibidos; Dif = Diferencia de goles
|  | Clasificado directo a Semifinales            |
|  | Clasificado a la Liguilla final (Repechajes) |
|  | Último Lugar                                 |

## Torneo Regular
| Vida           | 1 - 2 | Parrillas One | Ceibeño                          | 10 de agosto | 19:00 |
| Real Sociedad  | 3 - 0 | Real España   | Estadio Francisco Martínez Durón | 11 de agosto | 14:00 |
| Deportes Savio | 1 - 0 | Motagua       | Sergio Reyes                     | 11 de agosto | 14:00 |
| Marathón       | 0 - 2 | Victoria      | Estadio Yankel Rosenthal         | 11 de agosto | 15:30 |
| Olimpia        | 1 - 1 | Platense FC   | Estadio Nacional                 | 11 de agosto | 16:00 |

| Real España | 4 - 1 | Parrillas One  | Morazán          | 14 de agosto | 19:00 |
| Victoria    | 0 - 2 | Real Sociedad  | Ceibeño          | 14 de agosto | 19:00 |
| Motagua     | 4 - 2 | Vida           | Estadio Nacional | 14 de agosto | 19:30 |
| Platense FC | 0 - 0 | Marathón       | Exsélcior        | 14 de agosto | 19:30 |
| Olimpia     | 5 - 0 | Deportes Savio | Estadio Nacional | 15 de agosto | 19:00 |

| Vida           | 3 - 2 | Victoria      | Ceibeño                  | 17 de agosto | 19:00 |
| Real Sociedad  | 2 - 0 | Platense FC   | Francisco Martínez Durón | 18 de agosto | 13:00 |
| Deportes Savio | 2 - 1 | Parrillas One | Sergio Reyes             | 18 de agosto | 14:00 |
| Marathón       | 1 - 1 | Motagua       | Yankel Rosenthal         | 18 de agosto | 15:30 |
| Olimpia        | 0 - 2 | Real España   | Estadio Nacional         | 18 de agosto | 16:00 |

| Parrillas One | 0 - 1 | Olimpia        | Alfredo León Gómez | 24 de agosto | 15:00 |
| Vida          | 2 - 3 | Marathón       | Ceibeño            | 24 de agosto | 19:00 |
| Platense FC   | 1 - 0 | Deportes Savio | Exsélcior          | 25 de agosto | 15:00 |
| Real España   | 3 - 1 | Victoria       | Alfredo León Gómez | 25 de agosto | 16:00 |
| Motagua       | 3 - 3 | Real Sociedad  | Estadio Nacional   | 25 de agosto | 16:00 |

| Victoria       | 1 - 0 | Platense FC   | Ceibeño                  | 31 de agosto    | 19:00 |
| Real Sociedad  | 0 - 1 | Parrillas One | Francisco Martínez Durón | 1 de septiembre | 14:00 |
| Deportes Savio | 1 - 1 | Vida          | Sergio Reyes             | 1 de septiembre | 14:00 |
| Olimpia        | 2 - 1 | Motagua       | Estadio Nacional         | 1 de septiembre | 16:00 |
| Real España    | 1 - 1 | Marathón      | Morazán                  | 1 de septiembre | 16:30 |

| Vida        | 2 - 2 | Real Sociedad  | Alfredo León Gómez | 7 de septiembre | 19:00 |
| Olimpia     | 2 - 1 | Victoria       | Estadio Nacional   | 7 de septiembre | 19:00 |
| Marathón    | 1 - 2 | Deportes Savio | Exsélcior          | 8 de septiembre | 15:00 |
| Platense FC | 2 - 3 | Real España    | Exsélcior          | 8 de septiembre | 1500  |
| Motagua     | 1 - 2 | Motagua        | Alfredo León Gómez | 8 de septiembre | 15:00 |

| Real España    |  | Marathón      | Morazán                  | 31 de agosto    | 19:00 |
| Victoria       |  | Platense FC   | Ceibeño                  | 31 de agosto    | 19:00 |
| Real Sociedad  |  | Parrillas One | Francisco Martínez Durón | 1 de septiembre | 14:00 |
| Deportes Savio |  | Vida          | Sergio Reyes             | 1 de septiembre | 14:00 |
| Olimpia        |  | Motagua       | Estadio Nacional         | 1 de septiembre | 16:00 |

| Real España    |  | Marathón      | Morazán                  | 31 de agosto    | 19:00 |
| Victoria       |  | Platense FC   | Ceibeño                  | 31 de agosto    | 19:00 |
| Real Sociedad  |  | Parrillas One | Francisco Martínez Durón | 1 de septiembre | 14:00 |
| Deportes Savio |  | Vida          | Sergio Reyes             | 1 de septiembre | 14:00 |
| Olimpia        |  | Motagua       | Estadio Nacional         | 1 de septiembre | 16:00 |

| Real España    |  | Marathón      | Morazán                  | 31 de agosto    | 19:00 |
| Victoria       |  | Platense FC   | Ceibeño                  | 31 de agosto    | 19:00 |
| Real Sociedad  |  | Parrillas One | Francisco Martínez Durón | 1 de septiembre | 14:00 |
| Deportes Savio |  | Vida          | Sergio Reyes             | 1 de septiembre | 14:00 |
| Olimpia        |  | Motagua       | Estadio Nacional         | 1 de septiembre | 16:00 |

## Liguilla
|  | Repechajes | Repechajes     | Repechajes | Repechajes | Repechajes |  |  | Semifinal | Semifinal      | Semifinal | Semifinal | Semifinal |  |  | Final | Final         | Final | Final | Final |
|  |            |                |            |            |            |  |  |           |                |           |           |           |  |  |       |               |       |       |       |
|  |            |                |            |            |            |  |  | 1         | Real Sociedad  | 0         | 3         | 3         |  |  |       |               |       |       |       |
|  | 4          | Deportes Savio | 5          | 1          | 6          |  |  | 4         | Deportes Savio | 2         | 1         | 3         |  |  |       |               |       |       |       |
|  | 5          | Platense       | 1          | 2          | 3          |  |  |           |                |           |           |           |  |  | 1     | Real Sociedad | 1     | 1(4)  |       |
|  |            |                |            |            |            |  |  |           |                |           |           |           |  |  | 2     | Real España   | 3     | 1(5)  |       |
|  |            |                |            |            |            |  |  | 2         | Real España    | 0         | 1         | 1         |  |  |       |               |       |       |       |
|  | 3          | Olimpia        | 0          | 2          | 2          |  |  | 3         | Olimpia        | 0         | 1         | 1         |  |  |       |               |       |       |       |
|  | 6          | Parrillas One  | 1          | 0          | 1          |  |  |           |                |           |           |           |  |  |       |               |       |       |       |

### Final
- Datos: Q14542076